# Copa América
Copa América, znano tudi kot Južnoameriško nogometno prvenstvo (špansko Campeonato Sudamericano de Fútbol) je mednarodni nogometni turnir med reprezentancami iz konfederacije CONMEBOL. Je najstarejše mednarodno kontinentalno nogometno tekmovanje. Od leta 1990 so na turnir povabljene tudi ekipe iz Severne Amerike in Azije. Je tudi eden izmed najbolj prestižnih in najbolj gledanih športnih dogodkov na svetu. Zmagovalec prvenstva ima pravico sodelovati na Pokalu konfederacij.
Od leta 1993 na turnirju sodeluje 12 ekip – 10 ekip CONMEBOL in dve dodatni ekipi iz drugih konfederacij. Leta 2016, ko je prvenstvo praznovalo 100 let, pa je na turnirju sodelovalo 16 ekip (10 od CONMEBOL in šest iz CONCACAF). Osem od desetih CONMEBOL reprezentanc je vsaj enkrat zmagalo na turnirju, le Ekvador in Venezuela še ne. Urugvaj ima največ naslovov prvaka v zgodovini prvenstva (15) trenutni prvak Čile pa 2 naslova. 
Argentina je prvič gostila turnir leta 1916 in skupaj devetkrat. ZDA kot edina ne-CONMEBOL država je turnir gostila v letu 2016. V treh primerih (leta 1975, 1979 in 1983), je turnir potekal v več južnoameriških državah.
Države, ki redno tekmujejo na turnirju, so Brazilija, Argentina, Urugvaj, Paragvaj, Čile, Peru, Ekvador, Bolivija, Kolumbija in Venezuela. Druge države, ki so bile povabljene in so sodelovale na katerem izmed turnirjev so: 
- Kostarika (1997, 2001, 2004, 2011, 2016),
- Haiti (2016)
- Honduras (2001)
- Jamajka (2015, 2016)
- Japonska (1999)
- Mehika (1993, 1995, 1997, 1999, 2001, 2004, 2007, 2011, 2015, 2016)
- Panama (2016)
- ZDA (1993, 1995, 2016)

## Države po številu naslovov prvaka
| Država    | Št. naslovov | Prvenstvo                                                                                |
| --------- | ------------ | ---------------------------------------------------------------------------------------- |
| Urugvaj   | 15           | 1916, 1917, 1920, 1923, 1924, 1926, 1935, 1942, 1956, 1959, 1967, 1983, 1987, 1995, 2011 |
| Argentina | 15           | 1921, 1925, 1927, 1929, 1937, 1941, 1945, 1946, 1947, 1955, 1957, 1959, 1991, 1993, 2021 |
| Brazilija | 8            | 1919, 1922, 1949, 1989, 1997, 1999, 2004, 2007                                           |
| Paragvaj  | 2            | 1953, 1979                                                                               |
| Peru      | 2            | 1939, 1975                                                                               |
| Čile      | 2            | 2015, 2016                                                                               |
| Kolumbija | 1            | 2001                                                                                     |
| Bolivija  | 1            | 1963                                                                                     |